# Центр Людвика Заменгофа
Центр Людвика Заменгофа (пол. Centrum im. Ludwika Zamenhofa) ― культурное учреждение, расположенное в польском городе Белостоке по адресу ул. Варшавская, 19.

## История

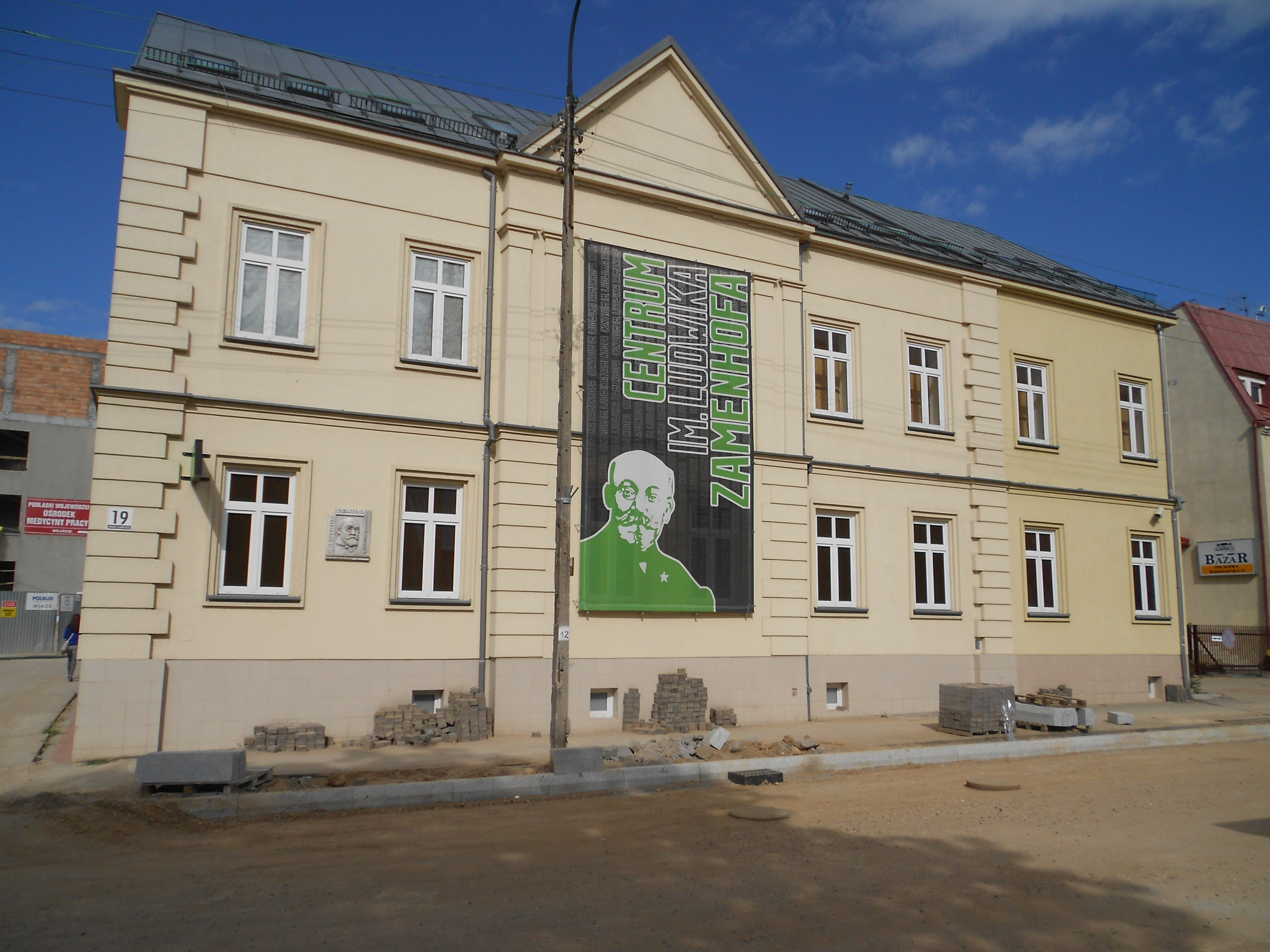
Центр Заменгофа

### 1896—2009
Здание, в котором располагается Центр Заменгофа, было построено в 1896 году и принадлежало владельцу Рижского коммерческого банка Маркусу Гордону. В 1920 году в здании работал Временный революционный комитет Польши. С 1922 году в доме стал располагаться банк. В 1926 году здание было приспособлено под гимназию.
С 1944 года дом стал принадлежать государству. До конца XX века там находилось медицинское учреждение. После его закрытия здание оказалось заброшенным и пришло в упадок. Первые планы по перестройке и реконструкции здания возникли в 2008 году, когда в нём впервые была проведена фотовыставка.

### 2009―н. в.
В 2009 году по инициативе главы города в честь организации 94-го Всемирного конгресса эсперантистов, который проходил с 25 июля по 1 августа 2009 года в Белостоке, в здании был основан Центр Заменгофа. Центр был официально открыт для посетителей 21 июля 2009 года. Первоначально Центр Заменгофа был филиалом Центра культуры, но с января 2011 года стал самостоятельным учреждением.
В Центре Заменгофа находится постоянная выставка «Белосток времён молодого Заменгофа». Помимо этого, в Центре регулярно проводятся лекции и литературные акции, связанные с историей и движением языка эсперанто.
Здание, в котором расположен Центр Людвика Заменгофа, было включено в Маршрут еврейского наследия, созданный в июне 2008 года в Белостоке. Этот маршрут был создан группой студентов-волонтёров из Белостокского государственного университета.
12 мая 2010 года в здании Центра Людвика Заменгофа была открыта Библиотека эсперанто, являющаяся филиалом библиотеки Лукаша Горницкого.

## Галерея

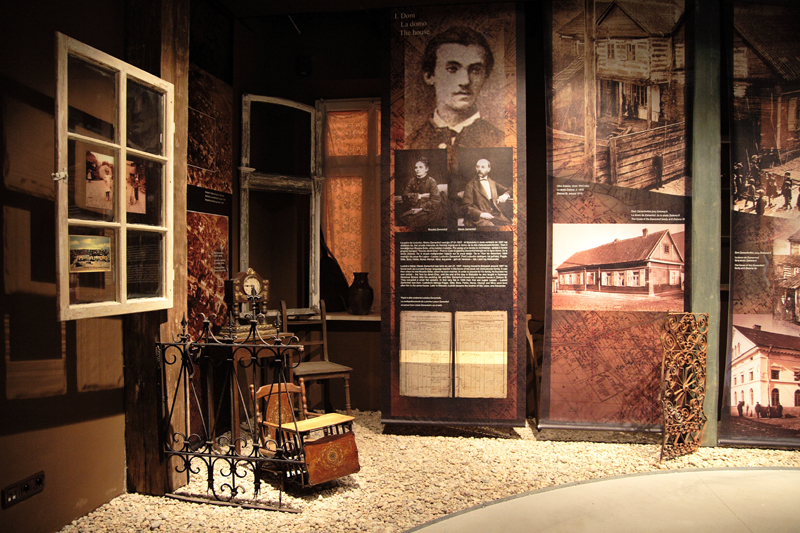
Выставка «Белосток времён молодого Заменгофа»
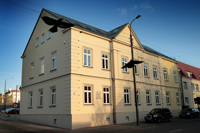
Здание центра
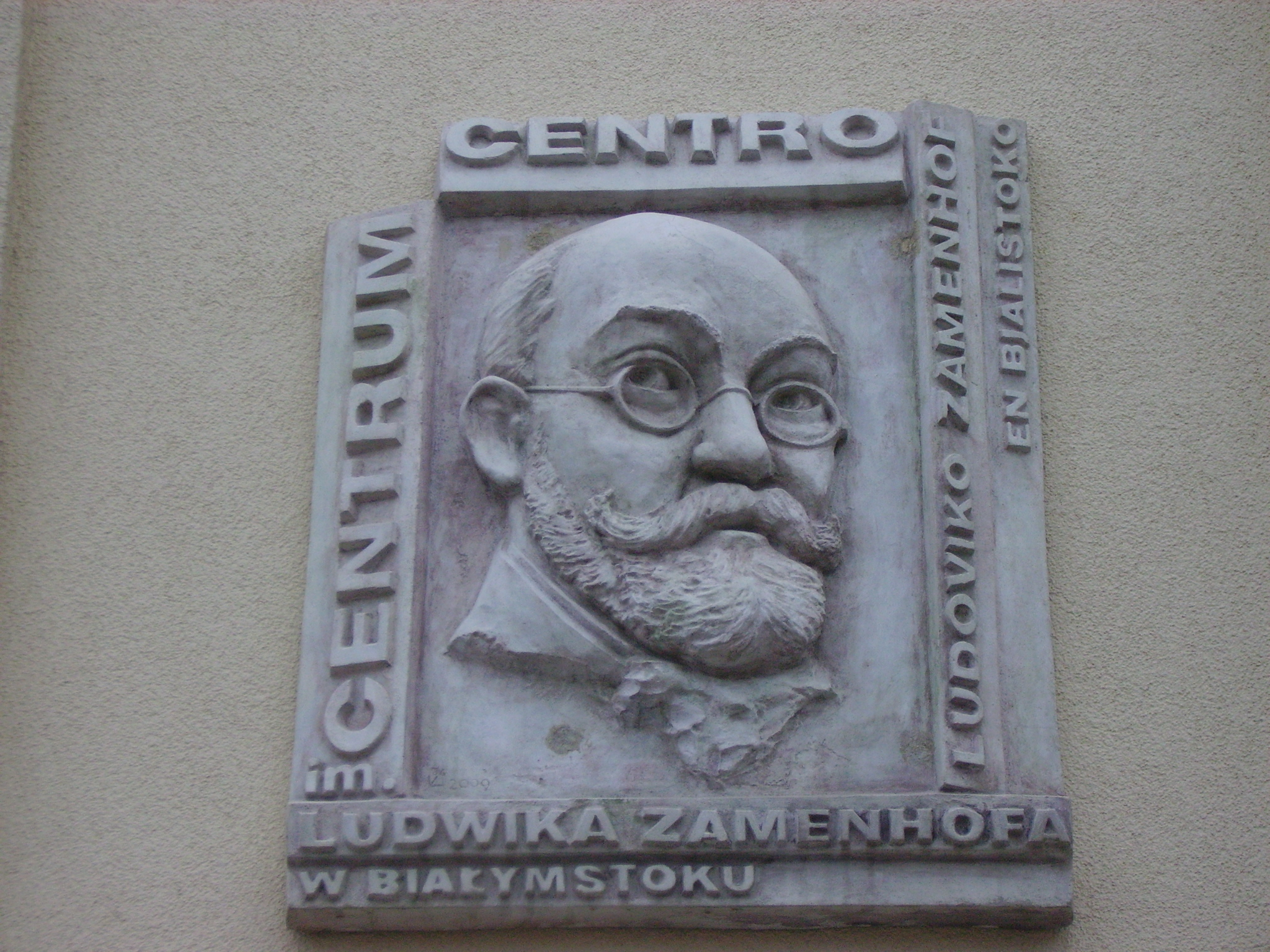
Мемориальная доска